# Phố Mouffetard
| Phố Mouffetard                                          | Phố Mouffetard              |
| ------------------------------------------------------- | --------------------------- |
|                                                         |                             |
| Quận                                                    | Quận 5                      |
| Bắt đầu                                                 | 3 Phố Thouin                |
| Kết thúc                                                | Phố Censier và 2 Phố Pascal |
| Chiều dài                                               | 605                         |
| Chiều rộng                                              | 7 m                         |
|                                                         |                             |
|                                                         |                             |
| Chợ trên phố Mouffetard phía trước nhà thờ Saint-Médard |                             |

Phố Mouffetard là một con phố nằm ở Quận 5 thành phố Paris. Là một trong những trục chính của khu phố La Tinh, Mouffetard là con phố cổ, đặc biệt đông đúc bởi nhiều nhà hàng, quán cà phê và các cửa hàng buôn bán nhỏ.
Dài 606 m, phố Mouffetard bắt đầu từ đồi Sainte-Geneviève, hơi dốc xuống, kéo dài tới nhà thờ Saint-Médard.
| Métro Paris | Bến tàu điện ngầm: Censier - Daubenton hoặc Place Monge |

## Phố Mouffetard
Phố Mouffetard không phải con phố sang trọng hay quan trọng về giao thông. Nơi đây được biết đến nhờ không khí đông đúc của những nhà hàng, quán cà phê và cửa các hàng buôn bán nhỏ. Phía cuối Mouffetard, cho tới chỗ cắt ngang phố Jean Calvin, tập trung nhiều cửa hiệu truyền thống của các dân cư khu phố này: đóng giày, hiệu bánh mỳ, cửa hàng thịt, cửa hàng rau, ăn uống, thực phẩm khô...

## Lịch sử
Nằm ở phía Nam của trung tâm lịch sử Paris, Mouffetard vốn thuộc con đường nối đến Roma có từ thời thành phố còn mang tên Lutetia thuộc Đế chế La Mã.
Vào thế kỷ 13, một con đường nhỏ có tên Mons Cetarius hoặc Mons Cetardus, trong tiếng Pháp là « Mont-Cétard », nhưng sau đó được đổi tên thành Mouffetard. Nó còn mang một vài tên khác, như đầu thế kỷ 17 được gọi là phố Saint-Marcel.
Cho tới giữa thế kỷ 19, phố Mouffetard ngang qua sông Bièvre gần nhà thờ Saint-Médard và dốc lên về phía Nam cho tới rào chắn Italie của bức tường Thuế quan kiểm soát hàng hóa vào Paris, nơi ngày nay là quảng trường Italie. Phố dài hơn 1.500 m và chiếm một phần của quận 12 thời kỳ đó. Đến thời Đệ nhị Đế chế, những cải tạo của nam tước Haussmann đã cắt bỏ phần phía Nam của phố, trở thành đại lộ Gobelins.